# Liste des évêques de Morondava
Liste des évêques de Morondava
(Dioecesis Morondavensis)
La préfecture apostolique de Morondava est créée le 8 janvier 1938, par détachement des vicariats apostoliques de Fianarantsoa, de Majunga et de Tananarive.
Elle est érigée en diocèse de Morondava le 14 septembre 1955.

## Sont préfets apostoliques
- 21 janvier 1938-13 février 1947 : Joseph-Paul Futy
- 4 juillet 1947-† 1954 : Stefano Garon
- 30 décembre 1954-14 septembre 1955 : Paul Girouard (Paul Joseph Girouard)

## Sont évêques
- 14 septembre 1955-† 20 février 1964 : Paul Girouard (Paul Joseph Girouard), promu évêque.
- 29 septembre 1964-8 août 1998 : Bernard Ratsimamotoana (Bernard Charles Ratsimamotoana)
- 8 août 1998-15 octobre 1999 : siège vacant
- 15 octobre 1999-26 février 2010 : Donald Pelletier (Donald Joseph Léo Pelletier)
- depuis le 26 février 2010 : Marie Raharilamboniaina (Marie Fabien Raharilamboniaina)

## Sources
- L'ANNUAIRE PONTIFICAL, sur le site http://www.catholic-hierarchy.org, à la page